# Типсаревич, Янко

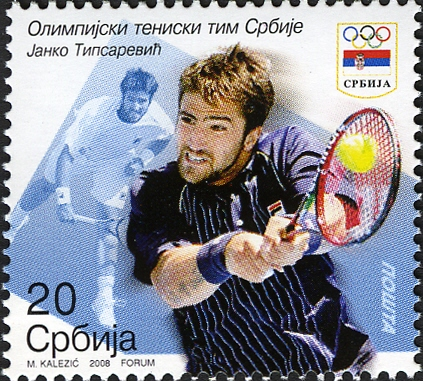
Почтовая марка Сербии 2008 года, посвящённая сербскому теннисисту Янко Типсаревичу

Я́нко Типса́ревич (серб. Јанко Типсаревић; родился 22 июня 1984 года в Белграде, СФРЮ) — сербский теннисист.
- 3-кратный четвертьфиналист турниров Большого шлема (2 — в одиночном, 1 — в парном разрядах).
- Экс-8-я ракетка мира в одиночном разряде.
- Победитель 5 турниров ATP (4 — в одиночном разряде).
- Обладатель Кубка Дэвиса (2010) в составе национальной сборной Сербии.
- 2-кратный обладатель командного Кубка Мира в составе сборной Сербии (2009, 2012).
- Победитель 1 юниорского турнира Большого шлема в одиночном разряде (Australian Open-2001).
- Финалист парного турнира Orange Bowl-2000.
- Экс-1-я ракетка мира в юниорском одиночном рейтинге.
- Экс-4-я ракетка мира в юниорском парном рейтинге.

## Общая информация
Типсаревич известен своей любовью к классической литературе и татуировкам. На левой руке у него имеется татуировка на японском языке с цитатой из романа «Идиот» Ф. М. Достоевского — «Красота спасёт мир». На правой руке Янко вытатуированы катаканой инициалы его отца, матери, брата и свои собственные. Также по некоторым данным на спине у него вытатуирована цитата из творчества Артура Шопенгауэра.
Янко один из двух сыновей Весны и Павла Типсаревичей; его брата зовут Велько. Ныне серб женат: у него и его супруги Биляны Шашевич есть один ребёнок.

## Спортивная карьера

### Начало карьеры
Начал играть в теннис в шестилетнем возрасте. В апреле 1993 года начал играть в новом белградском теннисном клубе, где его тренером был россиянин Роман Савочкин. В 1998 году Янко выиграл в своей возрастной категории Orange Bowl — один из престижнейших юниорских теннисных турниров, проводимый во Флориде. С 2000 года Янко начал выступать в Кубке Дэвиса — сначала за сборную Югославии, затем Сербии и Черногории и, наконец, Сербии. По итогам 2001 года занял второе место в юниорском рейтинге по итогам сезона. В том же году у себя на родине сумел выиграть турнир из серии ITF Futures. В 2002 году прибавил ещё две победы на турнирах данной серии.
В июне 2003 года побеждает на первом турнире из серии «Челленджер». В июле того же года дебютирует на турнире ATP-тура. Первую встречу он провел против своего соотечественника Ненада Зимонича, обыграв его 7-6(5), 6-4. Во втором круге он встретился с теннисистом, который был для Янко кумиром в детстве Евгением Кафельниковым. В итоге он уступил ему 5-7, 3-6. В августе он дебютирует на турнире из серии Большого шлема Открытом чемпионате США, где в первом же круге уступает Марку Филиппуссису. В конце октября 2003 Типсаревич выиграл «Челленджер» в США.
В мае 2004 года серб выиграл «Челленджер» в Остраве и дебютировал на Открытом чемпионате Франции, а в июне на Уимблдонском турнире, уступив в обоих случаях в первом раунде. В июле того же года выиграл «Челленджер» в Белу-Оризонти. В 2005 году на Открытом чемпионате Австралии наконец-то сумел выиграть первый матч на турнирах Большого шлема, переиграв в первом круге Даниэле Браччали, но уступил в следующем Доминику Хрбаты. В феврале того же года впервые поднимается в рейтинге в первую сотню. В июне впервые дошел до третьего раунда на турнирах Большого шлема. Произошло это на Уимблдонском турнире.

### 2006-08

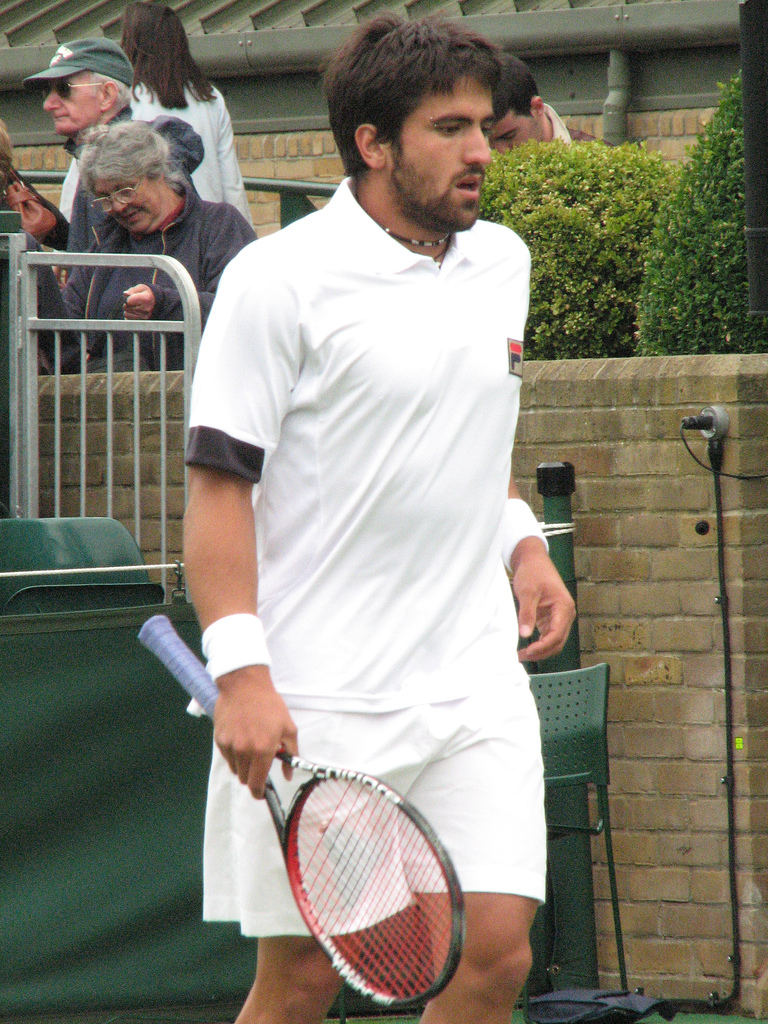
Типсаревич на Уимблдонском турнире 2007 года

В феврале 2006 года Янко выигрывает турнир из серии «Челленджер» в Белграде. В июне того же года в Ноттингеме первый сумел дойти до четвертьфинала турнира ATP. В августе выиграл подряд два турнира «Челленджер» в Самарканде и Бухаре. Ещё один успех ожидал его в октябре на «Челленджере» в Монсе. В том же месяце он дошел до четвертьфинала на Кубке Кремля.
Очередной для себя успех на турнире из серии «Челленджер» Янко отпраздновал в мае 2007 года в Загребе. В июне он дошёл до четвертьфинала в Хертогенбосе, а также до четвёртого раунда Уимблдонского турнира. Впервые дойти до полуфинала на турнире ATP Типсаревичу удалось на Кубке Кремля-2007.
Достаточно успешно для себя, хоть и уступив по ходу матча, Типсаревич сыграл на Открытом чемпионате Австралии 2008 года против первого в мире на тот момент Роджера Федерера. В матче третьего раунда Янко проиграл в пяти сетах с общим счётом 7-6(5), 6-7(1), 7-5, 1-6, 8-10. В феврале ему удалось дойти до четвертьфинала в Загребе, а в марте до той же стадии на турнире серии Мастерс в Майами. На Уимблдонском турнире этого сезона повторяет свой прошлогодний результат — четвёртый раунд. Примечательно, что в матче второго раунда он сумел обыграть шестого на тот момент в мире Энди Роддика. В августе принимает участие в теннисном турнире на Летних Олимпийских играх, где доходит до второго раунда.
До конца года ему ещё дважды удастся дойти до четвертьфиналов в Меце и Санкт-Петербурге.

### 2009-10

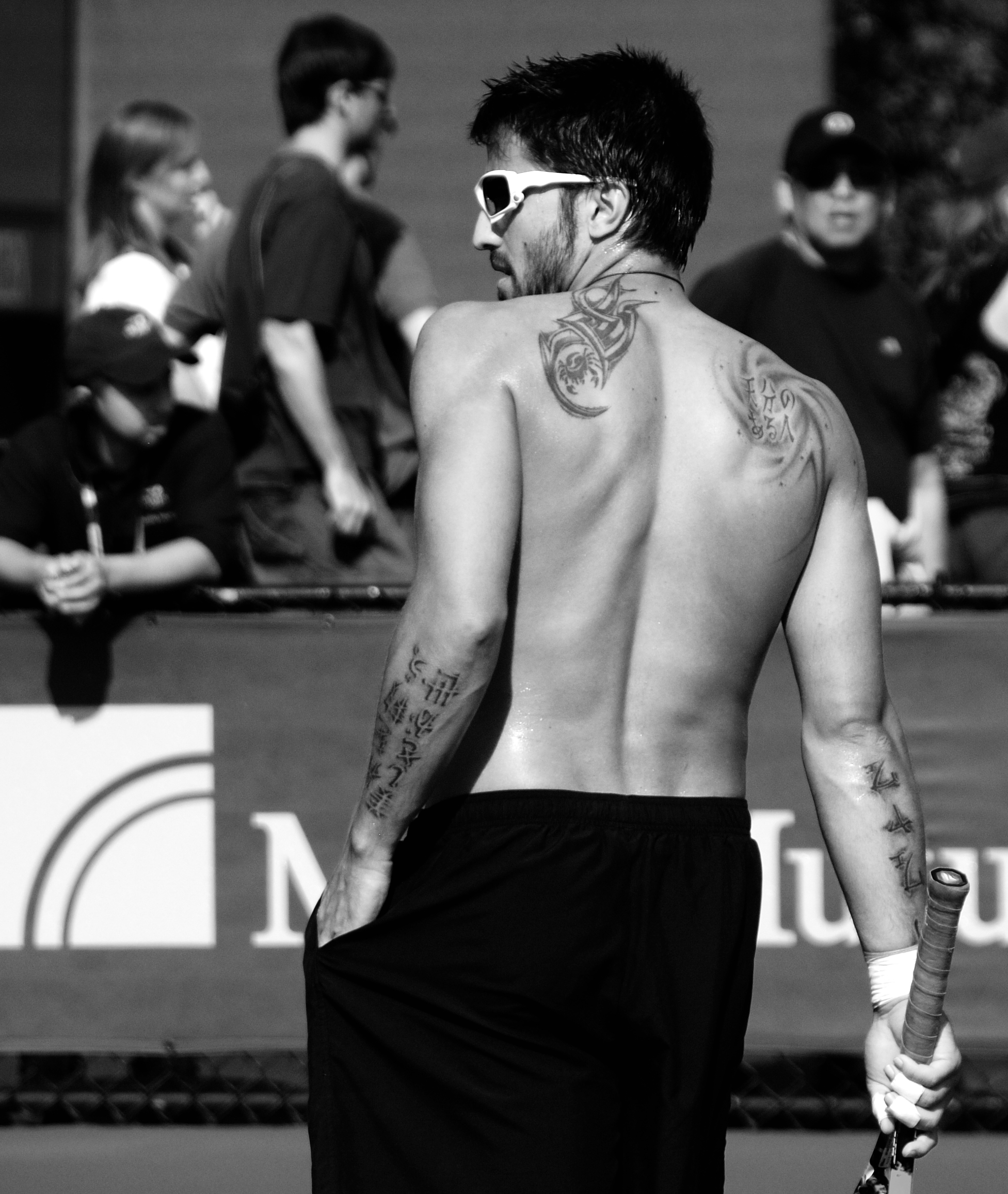
Янко Типсаревич на Открытом чемпионате США-2009

2009 год Типсаревич начинает с выхода в четвертьфинал в Ченнаи. Следующий раз такого же результата на турнирах ATP ему удалось добиться только в июне в Истборне. Вообще в 2009 году в целом удачно для Типсаревича
сложилась только концовка сезона. В сентябре он вышел в четвертьфинал в Меце. В октябре выиграл «Челленджер» в Монсе, а затем впервые в карьере вышел в финал на турнире ATP. Произошло это на Кубке Кремля в Москве. В решающем матче Янко уступил Михаилу Южному 7-6(5), 0-6, 4-6. Затем он вышел в полуфинал на турнире в Вене. Сезон Янко завершил на 38-м месте в рейтинге.
Сезон 2010 года Янко начал с полуфинала на турнире в Ченнаи. В конце феврале он вышел в четвертьфинал в Дубае, сумев переиграть № 4 в мире Энди Маррея 7-6(3), 4-6, 6-4. В июне во второй раз в карьере он выходит в финал на турнире ATP. Произошло это на турнире в Хертогенбосе, где в решающем матче он уступил Сергею Стаховскому. В июле Типсаревич вышел в полуфинал в Лос-Анджелесе. В августе в четвертьфинал в Вашингтоне. До конца сезона ему удастся повторить это лишь однажды в октябре на турнире в Санкт-Петербурге. Год он завершает 49-м в мировом рейтинге. В конце 2010 года в составе Сборной Сербии становится обладателем Кубка Дэвиса.

### 2011

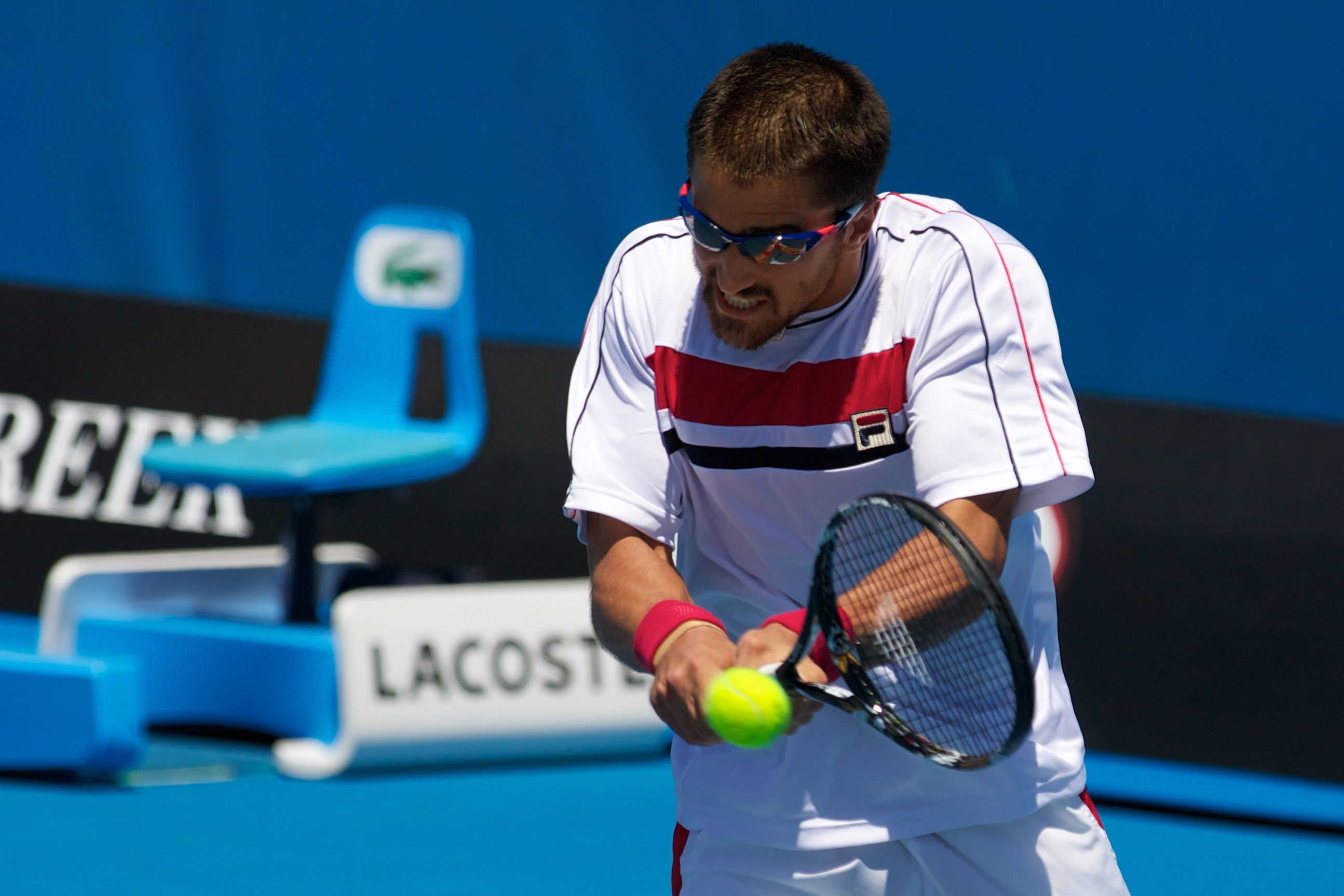
Типсаревич на Открытом чемпионате Австралии 2011 года

Как и прошлый сезон, Янко начинает свои выступления с полуфинала на турнире в Ченнаи. В конце февраля он выходит в свой уже третий финал на турнирах ATP, где вновь уступает. В финале турнира в Делрей-Бич он проиграл Хуану Мартину дель Потро 4-6, 4-6. В мае на домашнем для себя турнире в Белграде он дошёл до полуфинала. В июне он дошёл до финала турнира в Истборне. В июле до четвертьфинала в Вашингтоне, а в начале августа до полуфинала на турнире Мастерс в Монреале.
На Открытом чемпионате США 2011 года Типсаревич впервые для себя оказался в четвертьфинале турнира серии Большого шлема. 2 октября 2011, обыграв Маркоса Багдатиса 6-4, 7-5 в Куала-Лумпуре, Янко завоевал свой первый титул на турнирах ATP. До этого были 4 неудавшихся для него финала. В октябре его ждал ещё один успех. Он сумел завоевать титул на Кубке Кремля. На турнире, котором он всегда выступал довольно успешно, он переиграл в финале своего соотечественника Виктора Троицки 6-4, 6-2. Затем он вновь дошёл до финала в Санкт-Петербурге, но на этот раз уступил Марину Чиличу 3-6, 6-3, 2-6. в конце года впервые принял участие в итоговом турнире, заменив британца Энди Маррея. Лучший для себя в карьере сезон Янко завершает в первой десятке в рейтинге, заняв по итогам года 9-ю строчку.

### 2012
На первом для себя турнире в 2012 году в Ченнаи Типсаревич добрался до финала, где уступил Милошу Раоничу 7-6(4), 6-7(4), 6-7(4).
На Открытом чемпионате Австралии он проиграл в третьем раунде. В феврале его результатами становятся полуфинал в Марселе и четвертьфинал в Дубае. В марте он вышел в третий раунд на Мастерсе в Индиан-Уэллсе и четвертьфинал на Мастерсе в Майами, благодаря чему поднимается на 8-ю строчку в мировом рейтинге.
Грунтовую часть сезона Типсаревич начал с выступления на Мастерсе в Монте-Карло, где он выбыл в третьем раунде. Затем серб доходит до четвертьфинала в Барселоне и полуфинала в Мадриде (обыграны Жиль Симон и Новак Джокович). На соревнованиях в Риме Янко уступает уже в первом круге одиночного турнира, данная неудача позволяет сосредоточиться на паре, где Типсаревич и Лукаш Кубот доходят до финала, последовательно обыграв Леандра Паеса и Радека Штепанека, братьев Брайанов, Роберта Линдстедта и Хорию Текэу. В матче за титул они уступают испанцам Марку Лопесу и Марселю Гранольерсу. Весна завершается командным турниром в Дюссельдорфе, где Янко помогает своей национальной команде во второй раз завоевать главный приз местных соревнований.
Июнь проходит при спаде результатов: на французском турнире Большого шлема Янко доходит до четвёртого круга, где уступает Николасу Альмагро, а на британском — до третьего, где, обыграв Давида Налбандяна, уступает Михаилу Южному. В промежутке между ними добыт полуфинал травяного турнира в Лондоне (в паре с Ненадом Зимоничем).
В промежутке между Уимблдоном и Олимпиадой серб возвращается на грунт. Первое же соревнование (в Штутгарте) позволяет Типсаревичу выиграть первый в карьере грунтовый титул на соревнованиях ATP: в финале Янко обыгрывает аргентинца Хуана Монако.

### 2017
В апреле выиграл два турнира серии челленджер подряд. На первом в городе Циндао обыграл в финале немца Оскара Отте, на втором в городе Аньнин в трехсетовом поединке был повержен француз Кентен Гали.
Сезон 2018 года был полностью пропущен.

### 2019
Янко Типсаревич играл мало одиночных турниров, однако получал приглашения на Большие Шлемы и некоторые другие крупные турниры.
На Открытом чемпионате Австралии он проиграл в первом круге Григору Димитрову в четырёх сетах. На Мастерсе в Майами сумел дойти до второго круга, где проиграл Роберто Баутиста Агуту. Далее дошёл до четвертьфинала на турнире в Хьюстоне.
На Открытом чемпионате Франции его соперником в первом круге вновь стал Димитров. На этот раз серб проиграл в упорном матче в пяти сетах. В это же время он начал выступать в парном разряде. Вместе с Душаном Лайовичем они смогли дойти до четвертьфинала, и там только на тай-брейке третьего сета проиграли будущим победителям Кевину Кравицу и Андреасу Мьесу.
На Уимблдоне серб сумел одержать победу в первом круге над Есихито Нисиокой, но во втором проиграл Кевину Андерсону. Парный разряд, который он сыграл с соотечественником Ласло Дьере, завершился поражением в первом круге от Сантьяго Гонсалеса и Айсама Уль-хака Куреши
На Открытом чемпионате США проиграл в первом раунде Денису Кудла в четырёх сетах. В парном разряде также проиграл в первом круге вместе с Дьере Остину Крайчеку и Эдуарду Роже-Васслену.
Затем последовал неудачный турнир в Санкт-Петербурге, закончившийся поражениями в первом круге в обоих разрядах.
На турнире в Стокгольме Типсаревич заявился только в одиночный разряд. После победы в первом круге над Корентеном Муте, Типсаревич объявил о завершении карьеры. Затем последовала победа во втором круге над Фабио Фоньини. Для Типсаревича это стал второй четвертьфинал в одиночном разряде в сезоне. В четвертьфинале он проиграл на тай-брейке третьего сета Юити Сугите.
Последним турниром для Янко стал Кубок Дэвиса. Он сыграл две парные встречи с Виктором Троицки. В первом матче группового этапа с Японией сербская пара выиграла у Бена Маклахлана и Ясутаки Утиямы. Сербия выиграла матч 3:0. Во втором матче против Франции они проиграли паре Николя Маю и Пьера-Юга Эрбера, но Сербия победила 2:1. Сборная Сербии вышла с первого места в четвертьфинал. В четвертьфинале Типсаревич не принял участие, так как в парном матче его заменил Новак Джокович. Однако это не помогло, Сербия проиграла России 1:2.

## Рейтинг на конец года
| Год  | Одиночный рейтинг | Парный рейтинг |
| 2021 | 485               | —              |
| 2020 | 263               | 212            |
| 2019 | 219               | 187            |
| 2018 | —                 | —              |
| 2017 | 105               | —              |
| 2016 | 144               | 418            |
| 2015 | 410               | 200            |
| 2014 | —                 | —              |
| 2013 | 36                | 236            |
| 2012 | 9                 | 54             |
| 2011 | 9                 | 85             |
| 2010 | 49                | 70             |
| 2009 | 38                | 192            |
| 2008 | 49                | 125            |
| 2007 | 52                | 470            |
| 2006 | 64                | 206            |
| 2005 | 139               | 312            |
| 2004 | 117               | 242            |
| 2003 | 161               | 402            |
| 2002 | 183               | 456            |
| 2001 | 636               |                |
| 2000 | 1078              |                |

По данным официального сайта ATP на последнюю неделю года.

## Выступления на турнирах

### Финалы турнировATPв одиночном разряде (11)

#### Победы (4)
| Титулы                     |
| -------------------------- |
| Турниры Большого Шлема (0) |
| Финал Мирового тура (0)    |
| ATP Masters 1000 (0)       |
| ATP 500 (0)                |
| ATP 250 (4+1)              |

| Титулы по покрытиям | Титулы по месту проведения матчей турнира |
| ------------------- | ----------------------------------------- |
| Хард (3+1)          | Зал (2)                                   |
| Грунт (1)           | Зал (2)                                   |
| Трава (0)           | Открытый воздух (2+1)                     |
| Ковёр (0)           | Открытый воздух (2+1)                     |

| №  | Дата            | Турнир                 | Покрытие | Соперник в финале     | Счёт        |
| 1. | 2 октября 2011  | Куала-Лумпур, Малайзия | Хард(i)  | Маркос Багдатис       | 6-4 7-5     |
| 2. | 23 октября 2011 | Москва, Россия         | Хард(i)  | Виктор Троицки        | 6-4 6-2     |
| 3. | 15 июля 2012    | Штутгарт, Германия     | Грунт    | Хуан Монако           | 6-4 5-7 6-3 |
| 4. | 6 января 2013   | Ченнаи, Индия          | Хард     | Роберто Баутиста Агут | 3-6 6-1 6-3 |

#### Поражения (7)
| №  | Дата            | Турнир                  | Покрытие | Соперник в финале      | Счёт                   |
| 1. | 25 октября 2009 | Москва, Россия          | Хард(i)  | Михаил Южный           | 7-6(5) 0-6 4-6         |
| 2. | 19 июня 2010    | Хертогенбос, Нидерланды | Трава    | Сергей Стаховский      | 3-6 0-6                |
| 3. | 27 февраля 2011 | Делрей-Бич, США         | Хард     | Хуан Мартин дель Потро | 4-6 4-6                |
| 4. | 18 июня 2011    | Истборн, Великобритания | Трава    | Андреас Сеппи          | 6-7(5) 6-3 3-5 — отказ |
| 5. | 30 октября 2011 | Санкт-Петербург, Россия | Хард(i)  | Марин Чилич            | 3-6 6-3 2-6            |
| 6. | 8 января 2012   | Ченнаи, Индия           | Хард     | Милош Раонич           | 7-6(4) 6-7(4) 6-7(4)   |
| 7. | 22 июля 2012    | Гштад, Швейцария        | Грунт    | Томас Беллуччи         | 7-6(6) 4-6 2-6         |

### Финалы челленджеров и фьючерсов в одиночном разряде (20)

#### Победы (13)
| Условные обозначения |
| Челленджеры (10+4)   |
| Фьючерсы (3)         |

| Титулы по покрытиям | Титулы по месту проведения матчей турнира |
| ------------------- | ----------------------------------------- |
| Хард (7+1)          | Зал (3)                                   |
| Грунт (5+3)         | Зал (3)                                   |
| Трава (0)           | Открытый воздух (10+4)                    |
| Ковёр (1)           | Открытый воздух (10+4)                    |

| №   | Дата            | Турнир                  | Покрытие | Соперник в финале     | Счёт            |
| 1.  | 27 мая 2001     | Белград, Югославия      | Грунт    | Рубен Рамирес Идальго | 6-2 4-6 6-3     |
| 2.  | 17 марта 2002   | Кампече, Мексика        | Хард     | Алехандро Эрнандес    | 7-5 7-6(4)      |
| 3.  | 17 ноября 2002  | Мехико, Мексика         | Хард     | Лазаро Наварро-Батлес | 6-1 6-3         |
| 4.  | 6 июля 2003     | Целле, Германия         | Грунт    | Ян-Фруде Андерсен     | 7-6(1) 5-7 6-4  |
| 5.  | 26 октября 2003 | Торранс, США            | Хард     | Зак Флейшман          | 6-4 6-4         |
| 6.  | 9 мая 2004      | Острава, Чехия          | Грунт    | Петер Лучак           | 6-3 7-6(5)      |
| 7.  | 1 августа 2004  | Белу-Оризонти, Бразилия | Хард     | Рикардо Мельо         | 6-4 5-7 6-4     |
| 8.  | 19 февраля 2006 | Белград, Сербия         | Ковёр(i) | Томаш Цакль           | 6-4 4-1 — отказ |
| 9.  | 19 августа 2006 | Самарканд, Узбекистан   | Грунт    | Эдуар Роже-Васслен    | 6-3 6-2         |
| 10. | 26 августа 2006 | Бухара, Узбекистан      | Хард     | Рохан Бопанна         | 6-2 6-4         |
| 11. | 8 октября 2006  | Монс, Бельгия           | Хард(i)  | Алекс Богданович      | 6-4 1-6 6-2     |
| 12. | 20 мая 2007     | Загреб, Хорватия        | Грунт    | Жулио Сильва          | 3-6 6-3 6-3     |
| 13. | 11 октября 2009 | Монс, Бельгия           | Хард(i)  | Сергей Стаховский     | 7-6(4) 6-3      |

#### Поражения (7)
| №  | Дата           | Турнир               | Покрытие | Соперник в финале     | Счёт        |
| 1. | 3 июня 2001    | Белград, Югославия   | Грунт    | Рубен Рамирес Идальго | 3-6 5-7     |
| 2. | 10 марта 2002  | Гвадалахара, Мексика | Грунт    | Хуан-Пабло Бжежицки   | 3-6 4-6     |
| 3. | 21 апреля 2002 | Каламата, Греция     | Хард     | Кароль Бек            | 1-6 4-6     |
| 4. | 16 мая 2004    | Кошице, Словакия     | Грунт    | Петер Лучак           | 5-7 5-7     |
| 5. | 13 июня 2004   | Вайден, Германия     | Грунт    | Томаш Бердых          | 3-6 3-6     |
| 6. | 8 августа 2004 | Грамаду, Бразилия    | Хард     | Рикардо Мельо         | 6-2 5-7 4-6 |
| 7. | 14 мая 2006    | Дрезден, Германия    | Грунт    | Симон Гройль          | 6-7(2) 2-6  |

### Финалы турнировATPв парном разряде (4)

#### Победы (1)
| №  | Дата          | Турнир        | Покрытие | Партнёр      | Соперники в финале     | Счёт    |
| 1. | 8 января 2012 | Ченнаи, Индия | Хард     | Леандер Паес | Йонатан Эрлих Энди Рам | 6-4 6-4 |

#### Поражения (3)
| №  | Дата            | Турнир         | Покрытие | Партнёр        | Соперники в финале                  | Счёт       |
| 1. | 10 января 2010  | Ченнаи, Индия  | Хард     | Лу Яньсюнь     | Марсель Гранольерс Сантьяго Вентура | 5-7 2-6    |
| 2. | 24 октября 2010 | Москва, Россия | Хард(i)  | Виктор Троицки | Игорь Куницын Дмитрий Турсунов      | 6-7(8) 3-6 |
| 3. | 20 мая 2012     | Рим, Италия    | Грунт    | Лукаш Кубот    | Марсель Гранольерс Марк Лопес       | 3-6 2-6    |

### Финалы челленджеров и фьючерсов в парном разряде (8)

#### Победы (4)
| №  | Дата          | Турнир           | Покрытие | Партнёр       | Соперники в финале             | Счёт        |
| 1. | 6 июня 2004   | Фюрт, Германия   | Грунт    | Адриан Гарсия | Симон Аспелин Грейдон Оливер   | 6-4 6-4     |
| 2. | 13 июня 2004  | Вайден, Германия | Грунт    | Ловро Зовко   | Мариано Дельфино Патрисио Руди | 6-4 7-6(6)  |
| 3. | 3 апреля 2005 | Наполи, Италия   | Грунт    | Иржи Ванек    | Массимо Бертолини Урос Вико    | 3-6 6-4 6-2 |
| 4. | 23 марта 2008 | Санрайз, США     | Хард     | Душан Вемич   | Кристоф Влиген Петер Весселс   | 6-2 7-6(5)  |

#### Поражения (4)
| №  | Дата           | Турнир               | Покрытие | Партнёр           | Соперники в финале               | Счёт           |
| 1. | 6 октября 2002 | Бухара, Узбекистан   | Хард     | Ян Вайнцирль      | Ив Аллегро Марко Кьюдинелли      | 3-6 4-6        |
| 2. | 9 февраля 2003 | Белград, Югославия   | Ковёр(i) | Дарко Мадьяровски | Илья Бозоляц Ненад Зимонич       | 1-6 4-6        |
| 3. | 16 ноября 2003 | Хельсинки, Финляндия | Хард(i)  | Роко Каранушич    | Роберт Линдстедт Робин Содерлинг | 3-6 7-6(2) 1-6 |
| 4. | 8 февраля 2004 | Белград, Сербия      | Ковёр(i) | Дарко Мадьяровски | Бранислав Секач Орест Терещук    | 3-6 4-6        |

### Финалы командных турниров (4)

#### Победы (3)
| №  | Год  | Турнир                         | Команда                                     | Соперник в финале                         | Счёт |
| 1. | 2009 | ARAG World Team Cup            | Сербия Типсаревич,Троицки,Зимонич           | Германия Шуттлер,Кольшрайбер,Кифер,Зверев | 2-1  |
| 2. | 2010 | Кубок Дэвиса                   | Сербия Джокович, Типсаревич,Троицки,Зимонич | Франция Монфис, Симон, Клеман, Льодра     | 3-2  |
| 3. | 2012 | Power Horse World Team Cup (2) | Сербия Типсаревич,Троицки,Зимонич           | Чехия Бердых,Штепанек                     | 3-0  |

#### Поражения (1)
| №  | Год  | Турнир       | Команда                  | Соперник в финале      | Счёт |
| 1. | 2013 | Кубок Дэвиса | Сербия Не играл в финале | Чехия Бердых, Штепанек | 2-3  |

## История выступлений на турнирах
По состоянию на 17 ноября 2014 года
Для того, чтобы предотвратить неразбериху и удваивание счета, информация в этой таблице корректируется только по окончании участия там данного игрока.
| Турнир                                  | 2003           | 2004           | 2005           | 2006           | 2007           | 2008           | 2009           | 2010           | 2011           | 2012           | 2013           | Итого  | В/П за карьеру |
| --------------------------------------- | -------------- | -------------- | -------------- | -------------- | -------------- | -------------- | -------------- | -------------- | -------------- | -------------- | -------------- | ------ | -------------- |
| Турниры Большого шлема                  |                |                |                |                |                |                |                |                |                |                |                |        |                |
| Открытый чемпионат Австралии            | -              | К              | 2Р             | 2Р             | 1Р             | 3Р             | 2Р             | 2Р             | 2Р             | 3Р             | 4Р             | 0 / 9  | 18-10          |
| Открытый чемпионат Франции              | K              | 1Р             | 2Р             | 1Р             | 3Р             | 1Р             | 3Р             | 1Р             | 3Р             | 4Р             | 3Р             | 0 / 10 | 17-11          |
| Уимблдонский турнир                     | K              | 1Р             | 3Р             | 1Р             | 4Р             | 4Р             | 2Р             | 1Р             | 1Р             | 3Р             | 1Р             | 0 / 10 | 15-11          |
| Открытый чемпионат США                  | 1Р             | 1Р             | 1Р             | -              | 2Р             | 1Р             | 1Р             | 3Р             | 1/4            | 1/4            | 4Р             | 0 / 10 | 19-11          |
| Итог                                    | 0 / 1          | 0 / 3          | 0 / 4          | 0 / 3          | 0 / 4          | 0 / 4          | 0 / 4          | 0 / 4          | 0 / 4          | 0 / 4          | 0 / 4          | 0 / 39 |                |
| В/П в сезоне                            | 0-1            | 0-3            | 4-4            | 1-3            | 6-4            | 5-4            | 4-4            | 3-4            | 7-4            | 11-4           | 8-4            |        | 49-39          |
| Олимпийские игры и итоговый турнир года |                |                |                |                |                |                |                |                |                |                |                |        |                |
| Финал Мирового Тура ATP                 | -              | -              | -              | -              | -              | -              | -              | -              | Группа         | Группа         | -              | 0 / 2  | 1-4            |
| Олимпийские игры                        | НП             | -              | Не проводился  | Не проводился  | Не проводился  | 2Р             | Не проводился  | Не проводился  | Не проводился  | 3Р             | НП             | 0 / 2  | 3-2            |
| Турниры АТР Мастерс                     |                |                |                |                |                |                |                |                |                |                |                |        |                |
| Индиан-Уэллс                            | -              | -              | -              | 2Р             | 3Р             | 1Р             | 1Р             | 2Р             | 2Р             | 3Р             | 2Р             | 0 / 8  | 7-8            |
| Майами                                  | -              | -              | -              | K              | 2Р             | 1/4            | 3Р             | 2Р             | 4Р             | 1/4            | 4Р             | 0 / 7  | 15-8           |
| Монте-Карло                             | -              | -              | -              | -              | -              | 3Р             | 2Р             | -              | 1Р             | 3Р             | 2Р             | 0 / 5  | 4-5            |
| Мадрид                                  | -              | -              | -              | -              | -              | K              | 1Р             | -              | -              | 1/2            | 1Р             | 0 / 3  | 3-4            |
| Рим                                     | -              | -              | -              | -              | K              | 1Р             | 2Р             | 1Р             | -              | 2Р             | -              | 0 / 4  | 1-5            |
| Монреаль / Торонто                      | -              | -              | -              | -              | -              | 1Р             | -              | 1Р             | 1/2            | 1/2            | 1Р             | 0 / 5  | 7-5            |
| Цинциннати                              | -              | -              | K              | -              | -              | 1Р             | -              | -              | 2Р             | 2Р             | 2Р             | 0 / 4  | 2-5            |
| Шанхай                                  | Не проводился. | Не проводился. | Не проводился. | Не проводился. | Не проводился. | Не проводился. | -              | 2Р             | 1Р             | 3Р             | 1Р             | 0 / 4  | 2-4            |
| Париж                                   | -              | -              | -              | 1Р             | 2Р             | 1Р             | -              | -              | 3Р             | 1/4            | -              | 0 / 5  | 8-5            |
| Гамбург                                 | -              | -              | -              | -              | -              | 3Р             | Не АТР Мастерс | Не АТР Мастерс | Не АТР Мастерс | Не АТР Мастерс | Не АТР Мастерс | 0 / 1  | 2-1            |
| Статистика за карьеру                   |                |                |                |                |                |                |                |                |                |                |                |        |                |
| Проведено финалов                       | 0              | 0              | 0              | 0              | 0              | 0              | 1              | 1              | 5              | 3              | 1              |        | 11             |
| Выиграно турниров АТП                   | 0              | 0              | 0              | 0              | 0              | 0              | 0              | 0              | 2              | 1              | 1              |        | 4              |
| В/П: всего                              | 5-4            | 5-7            | 11-15          | 10-20          | 19-22          | 26-21          | 30-25          | 25-23          | 54-26          | 57-28          | 20-24          |        | 265-216        |
| Σ % побед                               | 56 %           | 42 %           | 42 %           | 33 %           | 46 %           | 55 %           | 55 %           | 52 %           | 68 %           | 67 %           | 45 %           |        | 55 %           |

В таблице учтены матчи и в основных и в отборочных турнирах.

## Интересные факты
- Янко был изображен на сербских почтовых марках посвящённых Олимпиаде-2008 в Пекине[8] и победе сборной Сербии в Кубке Дэвиса в 2010 году[9].